# Albertslund
Albertslund – miasto w Danii, w Regionie Stołecznym, siedziba gminy Albertslund. Około 27 783 mieszkańców. Ośrodek przemysłowy.

## Miasta partnerskie
- Whitstable, Wielka Brytania
- Sisimiut, Grenlandia
- East Renfrewshire, Szkocja
- Říčany, Czechy
- Borken, Niemcy
- Grabow, Niemcy